# Os Imorais
Os Imorais é um filme brasileiro de 1979 dirigido por Geraldo Vietri.

## Sinopse
Mário, filho de um rico casal, apesar do conforto e das felicidades da fortuna, vive em permanente conflito, devido ao comportamento amoral de seus familiares. A mãe, que despreza o pai, faz do motorista da família seu amante, pouco se importando com as críticas que lhe são feitas. Por sua vez, o pai, homossexual, tem no secretário particular, seu parceiro amoroso preferido. Em meio a esses problemas, Mário recebe a noticia do falecimento da avó. Procura a mãe para comunicá-la e a encontra no salão de cabeleireiro. Lá, Mário conhece uma mulher e um rapaz Gustavo com quem trava uma sólida amizade. O relacionamento com o casal evolui e a atração mútua leva a um envolvimento amoroso semelhante ao dos pais de Mário, que passa a vivenciar as mesmas situações que anteriormente criticava.
Gustavo é um jovem e pobre cabeleireiro que mora em um edifício de quitinetes, onde a única paisagem possível é o Minhocão, ele acaba se apaixonando por Mário, filho de uma de suas clientes; este por sua vez está interessado, inicialmente, na rica Glória, mas pouco a pouco vai também se apaixonando pelo amigo cuja homossexualidade ele condena.

## Elenco
- Paulo Castelli ... Gustavo
- João Francisco Garcia ... Mário
- Sandra Bréa ... Glória
- Elizabeth Hartmann ... Júlia
- Elineide Barros
- Aldine Muller ... Rosa
- Renée Casemart
- Jorge Cerruti
- Zécarlos de Andrade
- Dênis Derkian ... Ronaldo
- Jerry di Marco
- Noêmia Lemes
- Chico Martins... Antero
- Antônio Sérgio Migliaccio